# Øster Hurup (parochie)
Øster Hurup (tot 2010 Øster Hurup Kirkedistrikt) is een parochie van de Deense Volkskerk in de Deense gemeente Hadsund. De parochie maakt deel uit van het bisdom Aalborg en telt 950 kerkleden op een bevolking van 1087 (2004).
Als · Arden · Astrup · Hadsund · Øster Hurup · Oue · Rold · Rostrup · Skelund · Storarden · Valsgaard · Vebbestrup · Visborg · Vive